# 黑洞战争
《黑洞战争：我与史蒂芬·霍金的战斗，让量子力学的世界变得安全》（Black Hole War: My Battle with Stephen Hawking to Make the World Safe for Quantum Mechanics）是美国理论物理学家伦纳德·萨斯坎德2008年的科普读物。本书涵盖了黑洞信息悖论，以及史蒂芬·霍金和萨斯坎德之间的相关科学争论。萨斯坎德以其在弦理论方面的工作而闻名，并在此书之前于2005年撰写了科普书籍《宇宙景观》。湖南科学技术出版社出版了其简体中文版，并归入其《第一推动丛书》。

## 概述
霍金认为信息会在黑洞中丢失，也不会在霍金輻射中保存下来。但萨斯坎德并不同意，他认为霍金的结论违反了宇宙最基本的科学定律之一，即信息守恒。正如萨斯坎德在其书中所描述的那样，《黑洞战争》是发生在喜欢强调相对论原理的科学家与喜欢量子力学的科学家之间的一场“真正的科学争论”。这场辩论产生了全像原理，该原理由杰拉德·特·胡夫特提出，并由萨斯坎德完善，它主张信息实际上会被保存下来，并存储在系统的边界上。

## 评价
《华尔街日报》的肖恩·M·卡罗尔称赞这本书，成功地以一种外行读者可以理解的方式解释了该主题，尽管这有难度。卡罗尔写道，该书包含“丰富的轶事”，萨斯坎德的“机智和讲故事的能力……令人愉快地展示”在书中。《纽约时报》的乔治·约翰逊（George Johnson）批评了该书的开头部分，认为其对相对论和量子力学基本概念的介绍过多，尤其是对于已经阅读过其它理论物理科普书籍的读者而言。《时代杂志》的列夫·格罗斯曼给该书打了B+，他说：“你可以将其视为书呆子对书呆子的暴力而完全不予理会，但你也会错过让萨斯坎德解释为什么宇宙实际上是全息图的机会。”《洛杉矶时报》的杰西·科恩（Jesse Cohen）批评该书“倾向于曲折地”讲述个人轶事，尽管该书“因谈话的温暖而发光”。《新科学人》将该书列入其2008年编辑推荐名单，而《华盛顿邮报》也在其年度假日购物指南中将该书列为2008年最佳图书之一。